# نيلسون باراغويز
نيلسون باراغويز (بالإسبانية: Nelson Parraguez)‏ مواليد 5 أبريل 1971 في سانتياغو، هو لاعب كرة قدم تشيلي سابق كان يلعب كلاعب وسط. سبق له أن لعب في كأس العالم لكرة القدم مع منتخب بلاده. لعب خلال مسيرته 335 | totalgoals = 6 مباراة.

## المسيرة الاحترافية

### أندية لعب لها
- نادي أونيفرسيداد كاتوليكا
- نادي نيكاكسا
- نادي أونيفرسيداد كاتوليكا
- نويفا شيكاجو

## روابط خارجية
- نيلسون باراغويز على موقع الاتحاد الدولي (مؤرشف)  (الإنجليزية)
- نيلسون باراغويز على موقع قاعدة بيانات كرة القدم.إي يو (الإنجليزية)
- نيلسون باراغويز على موقع ناشيونال فوتبول تيمز (الإنجليزية)
- نيلسون باراغويز على موقع Soccerway.com (الإنجليزية)
- نيلسون باراغويز على موقع عالم كرة القدم.نت (الإنجليزية)